# Жизнь американского пожарного
«Жизнь американского пожарного» (англ. Life of an American Fireman) — американский немой короткометражный художественный фильм, поставленный Эдвином Портером в 1903 году.

## Сюжет
Фильм состоит из последовательности следующих сцен:
- В конторе пожарный спит и видит сон (в круглом каше), что его семья в опасности;
- Сначала показан сигнал тревоги крупным планом, а затем пожарный, производящий этот сигнал;
- Сигнал будит спящих пожарных;
- Пожарные, по мачте, спускаются в помещение, где находятся пожарные насосы;
- Пожарные насосы выезжают;
- По улице с большой быстротой проносятся пожарные насосы;
- Дом в огне, насосы выстроены в ряд;
- Пожарный спасает свою жену из комнаты, охваченной огнём;
- Женщину спускают по лестнице;
- Спасение ребёнка из комнаты;
- Ребёнка спускают по лестнице и отдают матери.

## Производство
Характерной особенностью этого фильма было деление на сцены, а внутри этих сцен — на небольшие эпизоды, соединенные по смысловому признаку. Фильм представляет собой образец простейшего монтажного построения кинокартины. Как отмечала Лилиан Гиш, режиссёр «…комбинируя свои снимки и располагая снятые сцены в сюжетной связи, он по существу, открыл принцип монтажа».
Фильм снят не без влияния английского фильма «Пожар», поставленного Уильямсоном.